# أليكسي ستيل
أليكسي ستيل (بالإنجليزية: Alexey Steele)‏ هو فنان أمريكي، ولد في 19 مارس 1967.